# Auto

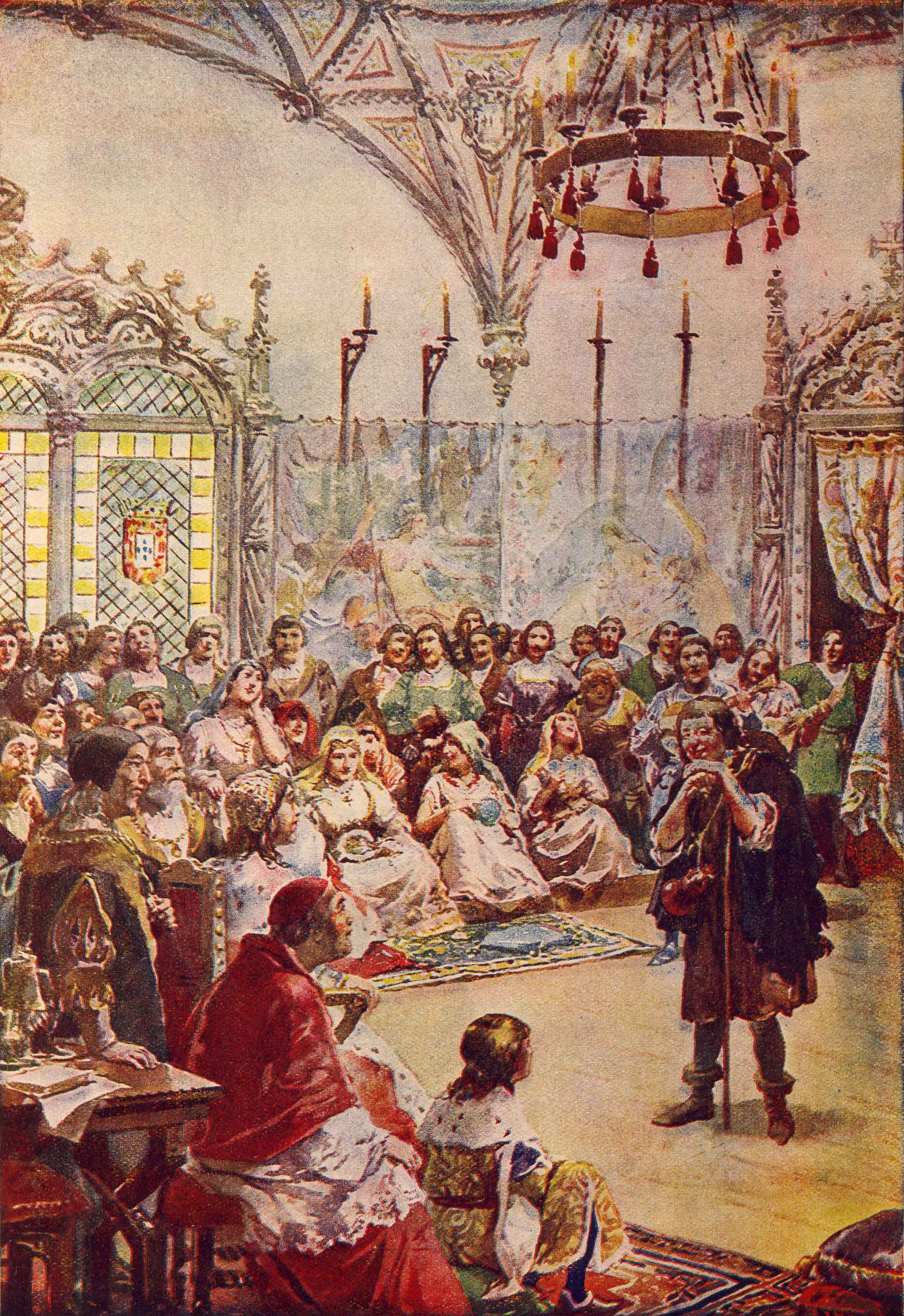
Pintura de Alfredo Roque Gameiro (1864-1935) retratando a encenação de estreia do "Auto da Visitação", de Gil Vicente, para a corte portuguesa

Auto (do latim actu = ação, ato) é uma composição teatral do subgênero da literatura dramática, surgida na Idade Média, na Espanha, por volta do século XII. De linguagem simples e extensão curta (normalmente, compõe-se de um único ato), os autos, em sua maioria, têm elementos cômicos ou intenção moralizadora. Suas personagens simbolizam as virtudes, os pecados, ou representam anjos, demônios e santos.

## Em Portugal
Em Portugal, no século XVI, Gil Vicente é a grande expressão desse gênero dramático. Camões e Dom Francisco Manuel de Melo também adotaram essa forma. O auto era escrito em redondilhas e visava a satirizar pessoas. Como os autos de Gil Vicente deixam perceber claramente (vide, por exemplo, o Auto da Alma e Auto da Barca do Inferno), a moral é um elemento decisivo nesse subgênero.

## No Brasil
O padre jesuíta espanhol José de Anchieta (1534-1597) escreveu muitos autos visando a converter os índios do Brasil ao catolicismo no século XVI, como o "Auto da Pregação Universal", o "Auto de São Lourenço" e o "Na Aldeia de Guaraparim". Como características inovadoras, seus autos continham cenas em três línguas diferentes: tupi antigo, português e castelhano; e os santos católicos se juntavam a divindades locais indígenas, numa forma de sincretismo. Além de Anchieta, outros brasileiros também escreveram autos: Joaquim Cardoso (1897-1978), com seu "De uma noite de festa", um auto de natal; e Ariano Suassuna (1927-2014), autor do conhecido "Auto da Compadecida". e João Cabral de Melo Neto autor de Morte e Vida Severina ou Auto de Natal Pernambucano.